# 레프 폰트랴긴
레프 세묘노비치 폰트랴긴(러시아어: Лев Семёно́вич Понтря́гин, 1908년 9월 3일 ~ 1988년 5월 3일)은 소비에트 연방의 수학자이다.

## 생애
러시아 제국 모스크바에서 공무원이었던 아버지 세묜 아키모비치 폰트랴긴(러시아어: Семё́н Аки́мович Понтря́гин)과 어머니 타티야나 안드레예브나 폰트랴기나(러시아어: Татья́на Андре́евна Понтря́гина)에게 태어났다. 공무원이었음에도 불구하고 세묜의 월급은 가족을 부양하기에는 터무니없이 작았고, 타티야나는 바느질로 생계를 보충해야만 하였다.
재정 형편 때문에 폰트랴긴은 변변치 못한 학교를 다닐 수밖에 없었다. 14세 때 프리무스 스토브(스웨덴어: Primus, 초기의 고압 등유 간이 가스레인지)가 폭발하는 사고를 당하여 실명하였다. 타티아나는 아들의 교육을 위하여 어린 폰트랴긴에게 수학 책 및 논문을 읽어주었다. 이를 위하여 타티야나는 손수 외국어를 공부하였다고 한다. 타티야나는 수학을 전혀 몰랐으므로, 기호들을 있는 그대로 읽어주었다. 예를 들어, 합집합 기호 ∪을 "위로 굽은 꼬리", 교집합 기호 ∩를 "아래로 굽은 꼬리" 따위로 읽어주었다.
어머니의 헌신적인 노력으로 폰트랴긴은 1925년에 17세의 나이로 모스크바 대학교에 입학하였고, 시각 장애인임에도 불구하고 수학에 매우 뛰어난 재능 덕분에 대학에서 주목받기 시작하였다. 폰트랴긴은 이미 1927년 19세의 나이에 중요한 연구 결과를 출판하기 시작하였다. 같은 해 부친상을 당하였다.
1935년에는 힐베르트 5번 문제를 아벨 군에 대하여 해결하였고, 또한 1940년에는 오늘날 폰트랴긴 특성류라고 알려진 특성류를 정의하였다. 1952년부터는 응용수학, 특히 제어이론을 연구하였다.
1936년에 폰트랴긴은 알렉산드르 겔폰트(Алекса́ндр О́сипович Ге́льфонд)와 같이 당시 유명한 소비에트 연방의 수학자였던 니콜라이 루진을 "반동 분자"라고 비난하였고, 루진은 소비에트 연방 과학 아카데미가 주재한 특별 재판에서 유죄 판결을 받았다. 루진은 체포되지는 않았지만 모든 공직을 잃었고 대학교에서 퇴출되었다. 2012년 1월 17일, 루진 사후 62년이 지나서야 러시아 과학 아카데미는 공식적으로 루진이 무죄라고 선언하였다.
1988년 소비에트 연방 모스크바에서 사망하였다.

## 반유대주의 및 반시온주의
폰트랴긴은 대외적으로 시온주의를 반대하였고, 많은 이들은 폰트랴긴이 반유대주의자라고 주장하였다. 폰트랴긴은 유명한 미국의 유대인 수학자 네이선 제이콥슨(Nathan Jacobson)과 한때 국제 수학 연맹의 공동 부회장이었는데, 이 동안 공개적으로 제이콥슨을 "형편없는 과학자"이자 "시온주의자"라고 비난하였다. 소비에트 연방의 유명한 유대인 수학자인 그리고리 마르굴리스가 1978년 필즈상을 수상하자 폰트랴긴은 마르굴리스의 수상을 공개적으로 반대하였다. 필즈상을 수여하는 국제 수학 연맹은 그 결정을 번복하지 않았지만, 소비에트 연방 정부는 결국 마르굴리스의 출국을 허용하지 않았고, 마르굴리스는 수상식에 참석하지 못했다.

## 같이 보기
- 폰트랴긴 특성류
- 폰트랴긴 쌍대성

## 참고 문헌
- O’Connor, John J.; Robertson, Edmund F. (1999년 1월). “Lev Semenovich Pontryagin”. 《MacTutor History of Mathematics Archive》 (영어). 세인트앤드루스 대학교.
- “레프 폰트랴긴”. 《수학 계보 프로젝트》 (영어). 미국 수학회.
- Понтрягин, Л. С. (1998). 《Жизнеописание Л. С. Понтрягина, математика, составленное им самим》 (러시아어). 모스크바. (폰트랴긴 자서전)